# Smittia fulvosignata
Smittia fulvosignata är en tvåvingeart som först beskrevs av Jean-Jacques Kieffer 1924.  Smittia fulvosignata ingår i släktet Smittia och familjen fjädermyggor.
Artens utbredningsområde är Tyskland. Inga underarter finns listade i Catalogue of Life.